# Raúl Bajar Navarro
Raul Béjar Navarro (Ciudad de México, 28 de noviembre de 1937-Cuernavaca, Morelos, 29 de noviembre de 2010), fue un Profesor universitario e investigador mexicano, fue autor de 13 libros y creador de dos instituciones en la UNAM: Acatlán y el Centro Regional de Investigaciones Multidisciplinarias. Contrajo matrimonio con la escritora Carmen Cano Gordón.

## Biografía
Raúl Béjar Navarro estudió Ingeniería Civil en la Facultad de Ingeniería de la UNAM y también fue licenciado en Ciencias Sociales, hoy Sociología, en la Escuela de Ciencias Políticas y Sociales. Se especializó en el estudio de la identidad nacional mexicana y de la cultura popular, temas a los que dedicó la mayoría de sus investigaciones y obra escrita.
En 1975 fue director fundador de la Escuela Nacional de Estudios Profesionales Acatlán, hoy Facultad de Estudios Superiores Acatlán de la UNAM, cuando el doctor Guillermo Soberón era rector. 
Béjar Navarro dirigió Acatlán durante seis años, al cabo de los cuales fue secretario general de la UNAM y más tarde, en 1983, durante el rectorado del Dr. Octavio Rivero Serrano, fundó el Centro Regional de Investigaciones Multidisciplinarias (CRIM), en Cuernavaca, Morelos, que dirigió a partir del inicio de actividades, en 1985.

## Profesor universitario
Entre 1963 y 2010, en la Facultad de Ciencias Políticas y en la Acatlán, de la UNAM, así como en la University of California, impartió materias como: Técnicas de Muestreo, Estadística Social, Técnicas de Investigación de Campo, Teoría Sociológica, Metodología de las Ciencias Sociales, Estructuras Sociales, Historia de las Teorías Sociológicas, Sociología de México, Métodos y Técnicas de Investigación Social, Grupos de Presión en México, Problemas Sociales en México

## Libros de su autoría
- Bases teóricas y metodológicas en el estudio de la identidad y el carácter nacionales en coautoria con José Manuel Capello García. UNAM, Centro Regional de Investigaciones Multidisciplinarias, México, 1990

- Cultura nacional, cultura popular y extensión universitaria. UNAM, Coordinación de Extensión Académica, México, 1979

- El Mexicano. Aspectos culturales y psicosociales. 7ª edición corregida y aumentada. Coordinación de Humanidades, México, 2007.

- El desarrollo organizativo de la ENEP-Acatlán 1975-1980 Coautores: Lian Karp y Fernando Martínez Ramírez. UNAM, Dirección General de Planeación. México, 1981

- El mexicano: aspectos culturales y psicosociales. UNAM, Coordinación de Humanidades. México, 1979

- El mito del mexicano. Orientación : UNAM, Facultad de Ciencias Políticas y Sociales, México, 1968

- Historia de la industrialización del Estado de México. Coautor: Francisco Casanova Álvarez, Biblioteca Enciclopédica del Estado de México. México, 1970

- Introducción a la critica del derecho moderno (Esbozo). Universidad Autónoma de Puebla. México, 1986

- Investigación y docencia: una relación compleja en la universidad moderna. Serie: Universidad Creativa Centro de Estudios para el Desarrollo Alternativo, A.C. : Editorial Plaza y Valdés S.A. de C.V. México, 2005

- La conciencia nacional en la Frontera Norte Mexicana. Coautor: José Manuel Capello García. UNAM, Centro Regional de Investigaciones Multidisciplinarias. México, 1988

- La investigación en ciencias sociales y humanidades en México. Miguel Ángel Porrúa : UNAM, Centro Regional de Investigaciones Multidisciplinarias. México, 1996

- National conscience along the northern mexican border line. Universidad de Texas. Estados Unidos de América, 1992

- Organización y política académica del Centro Regional de Investigaciones Multidisciplinarias. UNAM, Centro Regional de Investigaciones Multidisciplinarias. México, 1993.[1]